# Alexina B.
Alexina B. és una òpera en tres actes amb música de la compositora Raquel García-Tomás, sobre el llibret en francès d’Irène Gayraud i amb Marta Pazos com a directora d’escena. Va ser composta al 2020 com a projecte presentat a la beca Leonardo de la fundació BBVA, i va ser una de les beneficiades en l’àmbit de Música i Òpera però no va ser estrenada fins al 18 de març del 2023, al Gran Teatre del Liceu (Barcelona). Com que és un projecte presentat per a la fundació BBVA, es tracta d’una òpera amb recursos reduïts que només compta amb vint músics i cinc cantants.
La trama s'inspira en la història de Herculine Barbin, també dita Alexina B, la qual dona nom a l'òpera. Herculine Barbin va ser una persona intersexual nascuda a França en 1838, de la qual es conserven alguns escrits sobre la seva vida com a Mes souvenirs, un relat commovedor. Va ser designada amb el gènere femení en el seu naixement i no seria fins a anys més tard quan es començaria a identificar amb el gènere masculí, durant la seva etapa com a institutriu en la qual s'enamora d'una de les seves companyes de treball, Sara. Comença així un camí d'esforç després de diverses confessions a autoritats religioses i quantitat d'exàmens mèdics, després dels quals seria reconegut oficialment com a home sota la identitat d'Abel Barbin. No obstant això, el rebuig social i la profunda solitud que sentia van portar a Abel al suïcidi amb tan sols 29 anys.

## Origen i context
Com a compositora, Raquel García-Tomás aborda Alexina B com la seva setena òpera, la tercera en solitari. La idea de l'òpera parteix d'una conversa com indica en una entrevista entre la compositora i la llibretista, Irène Gayraud, després de l'estrena de la seva anterior òpera Je suis narcissiste (2019):
“La vaig cridar i li vaig proposar fer una òpera que parlés de qüestions de gènere, sobre una dona que no pot dur a terme el que ella sent que ha de ser en la vida pel fet de ser dona.”
Llavors Gayraud li va proposar contar la història d'Herculine Barbin i explicant-li qui va ser i com les seves memòries havien estat rescatades en 1970 pel filòsof Michel Foucalt, a la qual cosa la compositora va respondre amb un rotund “sí”.
Ambdues van decidir presentar el projecte a la Beca Leonardo de la Fundació BBVA i no va ser fins a principis d'octubre de l'any 2020, quan li van concedir la beca, que va començar a compondre l'òpera. No obstant això, en aquest moment ja tenia parlat des de gener de 2020 amb Irène Gayraud i Marta Pazos, la directora d'escena, sobre com s'estructuraria l'òpera, quines parts de la memòria eren essencials incloure en l'òpera i com fer que la narrativa tingués un ritme argumental adequat. D'aquesta manera, en començar la composició ja tenien les 22 escenes amb les quals comptaria l'òpera.
Durant el procés compositiu, la instrumentació de l'òpera va haver de ser adaptada a les condicions sanitàries del moment produïdes per la pandèmia del COVID-19 amb el que comptarien amb vint músics, electrònica, vídeo, cinc cantants i un cor petit.
La creació de l'òpera va ser duta a terme mitjançant la col·laboració de les tres professionals.

## Estrena
Alexina B es va estrenar el 18 de març de l'any 2023 en el Gran Teatre del Liceu, Barcelona. Es tracta de la segona òpera composta per una dona que és estrenada en aquest teatre. Un canvi de les dinàmiques dels grans teatres d'òpera i un símptoma dels nous temps en el qual les dones guanyen protagonisme, deia la compositora parlant de l'estrena. A més, es tracta d'una de les primeres òperes, per no dir l'única, protagonitzada per una persona intersexual i la primera presentada en el Liceu amb un argument que inclou el col·lectiu de persones transsexuals.
Es coneixen els intèrprets de l'estrena:
- Lídia Vinyes-Curtis com Alexina/Abel Barbin.
- Alicia Amo com Sara.
- Elena Copons com a policia, Madame P., mare de Alexina i la Germana Marie des Anges.
- Xavier Sabata com el doctor Goujon, El doctor, Doctor H., el jutge, Monsenyor i L'abat.
- Mar Esteve com Alexina jove, Léa, pupil·la del convent i alumna de l'internat.
- Cor Vivaldi-IPSI-Petits Cantors de Catalunya com a pupil·les del convent i alumnes de l'internat.

L'orquestra de l'estrena va ser l'Orquestra Simfònica del Gran Teatre del Liceu sota la direcció d'Ernest Martínez Izquierdo. El Liceu no va tractar d'augmentar la instrumentació de l'obra perquè la mateixa havia estat concebuda en aquestes dimensions i no li va interessar.

## Personatges
- Alexina / Abel Barbin - Mezzosoprano - Lídia Vinyes-Curtis

- Sara - Soprano - Alicia Amo

- El policia / Madame P. / Mare d’Alexina / Sor Marie donis Anges - Soprano - Elena Copons

- Doctor Goujon / El doctor / Doctor H. / L'abat / Monsenyor / El jutge - Contratenor - Xavier Sabata

- Alexina jove / Léa / Pupil·la del convent / Alumna de l'internat - Mezzosoprano - Mar Esteve

## Instrumentació
L'òpera compta amb una plantilla orquestral de vint músics que inclou: cinc solistes vocals, violí, viola, violoncel, contrabaix, flauta, oboè, clarinet, fagot, trompa, arpa, piano, electrònica, petit cor de veus blanques.

## Argument

### Acte I
L’òpera comença amb una escena d’infantesa d’Alexina, quan era alumna interna d’un convent. En la següent escena, hi ha una el·lipsi temporal i apareix el cadàver d’Abel Barbin envoltat d’un metge forense i una policia. Tots dos confirmen la seva mort per suïcidi. Poc després, el forense descobreix que es tracta d’una persona “hermafrodita”, paraula que es feia servir per designar a les persones intersexuals.
Tornant al fil argumental de la primera escena, es veu com Alexina deixa l’escola, es fa gran i es trasllada a un internat per ser institutriu. Allà coneix a l’altra institutriu, Sara, filla de la directora de l’internat, Madame P.. De seguida s'estableix un vincle d’amistat entre les dues noies. D’altra banda, l’abat de la institució mostra, des de la primera interacció, una forta desconfiança envers Alexina.
Amb el pas del temps, la relació de Sara i Alexina es va desenvolupant, fins que, després d’entrebancar-se amb una branca, fet que propicia el contacte entre les dues, Alexina declara el seu amor a Sara. Ambdues es fonen en un bes.
A l’escena immediatament posterior, Sara es qüestiona com ha de respondre als seus sentiments, i es debat entre entregar-s'hi o mirar-los de fer encaixar dins els límits de l’amistat. Finalment, es decideix per la primera opció.
Alexina i Sara passen juntes la nit, declarant-se amor etern i fent l’amor, tot i les pors inicials de Sara. Quan Alexina declara la seva voluntat de ser el seu marit, Sara l’anomena Abel.
A l’escena successiva, les alumnes de l’internat interpreten un himne de Hildegard von Bingen, rebut amb l’aprovació de Madame P., que felicita Alexina per la feina feta. Tot i això, li recorda que no pot posar en perill la reputació del centre, ja que ha rebut de part de l’abat comentaris reprovatoris de la seva relació amb Sara. Posant com a excusa els dolors nocturns d’Alexina, prohibeix que dormin juntes i que comparteixin dormitori. Alexina no respon, però s'aixeca bruscament.
A l’última escena del primer acte, Alexina passeja sola, mentre evoca records de la seva infantesa a l’internat. Recorda sentir-se diferent ja llavors, i arriba a la conclusió que forçosament ha de ser un home, si se sent atreta per altres dones. Decideix confiar-li el seu secret a l’abat, l'única persona de qui, a priori, té garantit el silenci.

### Acte II
Alexina es confessa a l'abat i aquest la tracta amb molt de menyspreu. Més tard, comença a tenir grans dolors fins que es desvaneix. Arran d'aquest últim episodi de patiment, Alexina va a veure un metge. Ella li explica que mai ha menstruat i l'examina amb més vehemència de la que ella li permet. El metge troba alguna cosa i surt de la sala sense dir res.
A l'estiu, Alexina li explica al bisbe que vol casar-se amb Sara i ell l'anima a que parli amb sa mare i vagi a veure al Doctor H:
A la següent escena, Alexina li explica a sa mare que està enamorada de Sara i que, per tant, dedueix que és un home. A la mare li costa pair aquesta informació però la recolza.
Alexina i sa mare van a visitar al Doctor H. Aquest conclou que efectivament va haver-hi un error a l'hora d'assignar el sexe femení al seu naixement i que cal arreglar-ho anant al registre civil.
A causa de l'escàndol que s'ha provocat a l'internat i a l'entorn de la mare, Alexina, ara anomenada Abel, es veu obligat a marxar lluny. Abel i Sara s'acomiaden al jardí de l'internat i es prometen que no deixaran d'escriure's.

### Acte III
Abel i sa mare es troben al tribunal. El jutge ratifica el canvi de sexe d'Abel i ell sent haver tornat a néixer. Es trasllada a París per treballar als ferrocarrils.
Sol en la seva nova llar, Abel expressa la seva solitud al món i la incomprensió que sent. Dubta que mai pugui arribar a casar-se amb Sara i no se sent part dels homes.
A l'última escena, Abel escriu una carta de comiat per Sara i sa mare on explica la seva profunda infelicitat i la seva voluntat de posar fi a la seva vida. Declara que no pertany al món dels vius, sinó al dels àngels.

## Valoració
Destaca per la inclusió d'una persona intersexual com a protagonista a més de que la seva compositora és la segona dona programada en el Gran Teatre del Liceu. Es tracta d'una òpera que tracta circumstàncies que s'haurien de valorar i impulsar més (Xavier Borja Bucar) amb un gran espai escènic a càrrec de Max Glaenzel i el colorista vesturari de Silvia Delagneau (Fernando Sans Rivière).